# 親衛隊上級曹長
親衛隊上級曹長とは（しんえいたいじょうきゅうそうちょう）とはナチス・ドイツ親衛隊（SS）の階級SS-Hauptscharführer の訳語の一つである。親衛隊高級分隊指揮官とも訳される場合もある。
親衛隊曹長（SS-Oberscharführer）の上、親衛隊特務曹長（SS-Sturmscharführer）の下に位置する。
また、Hauptscharführerは親衛隊（SS）のみで使われた階級であり、それ以外のナチ党組織ではTruppführerを用いた。たとえば突撃隊（SA）ではSA-Truppführer（突撃隊上級曹長）、国家社会主義自動車隊（NSKK）ではNSKK-Truppführer（国家社会主義自動車隊上級曹長）といった具合である。また親衛隊でも1934年以前はSS-truppführerを用いた。

襟章
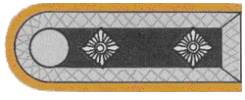
肩章
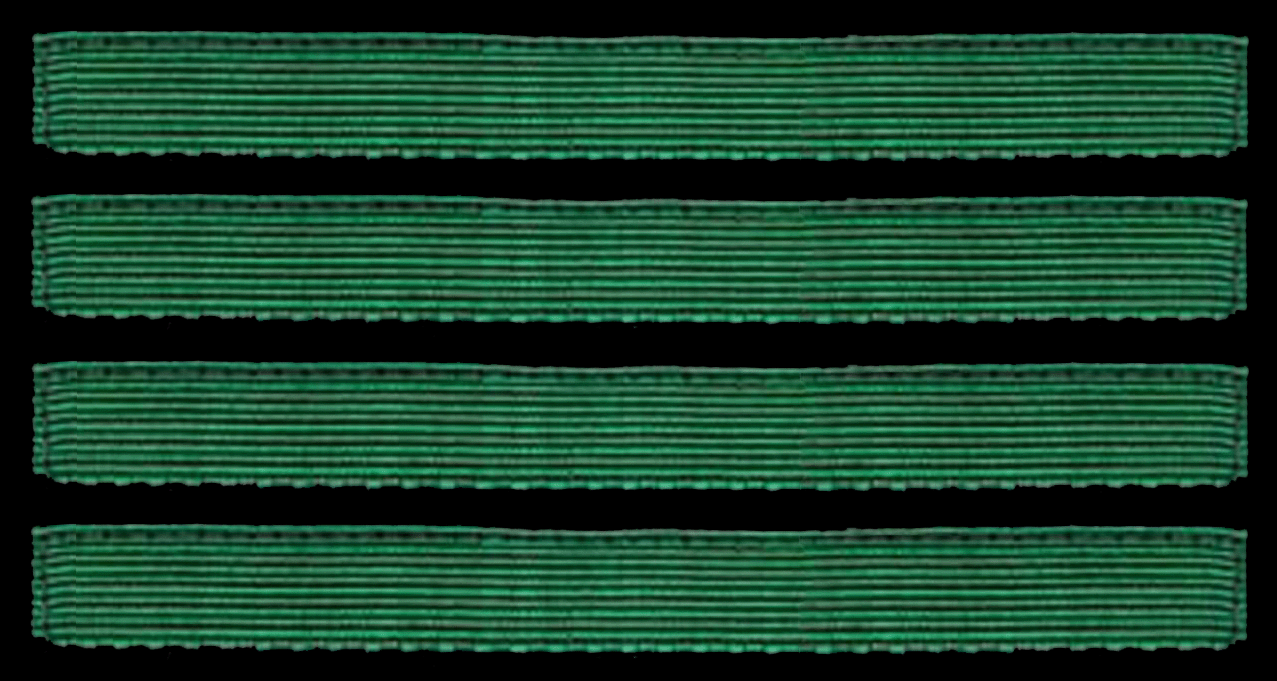
迷彩服の階級章